# Pädagogische Staatliche Universität Moskau

MPGU-Logo

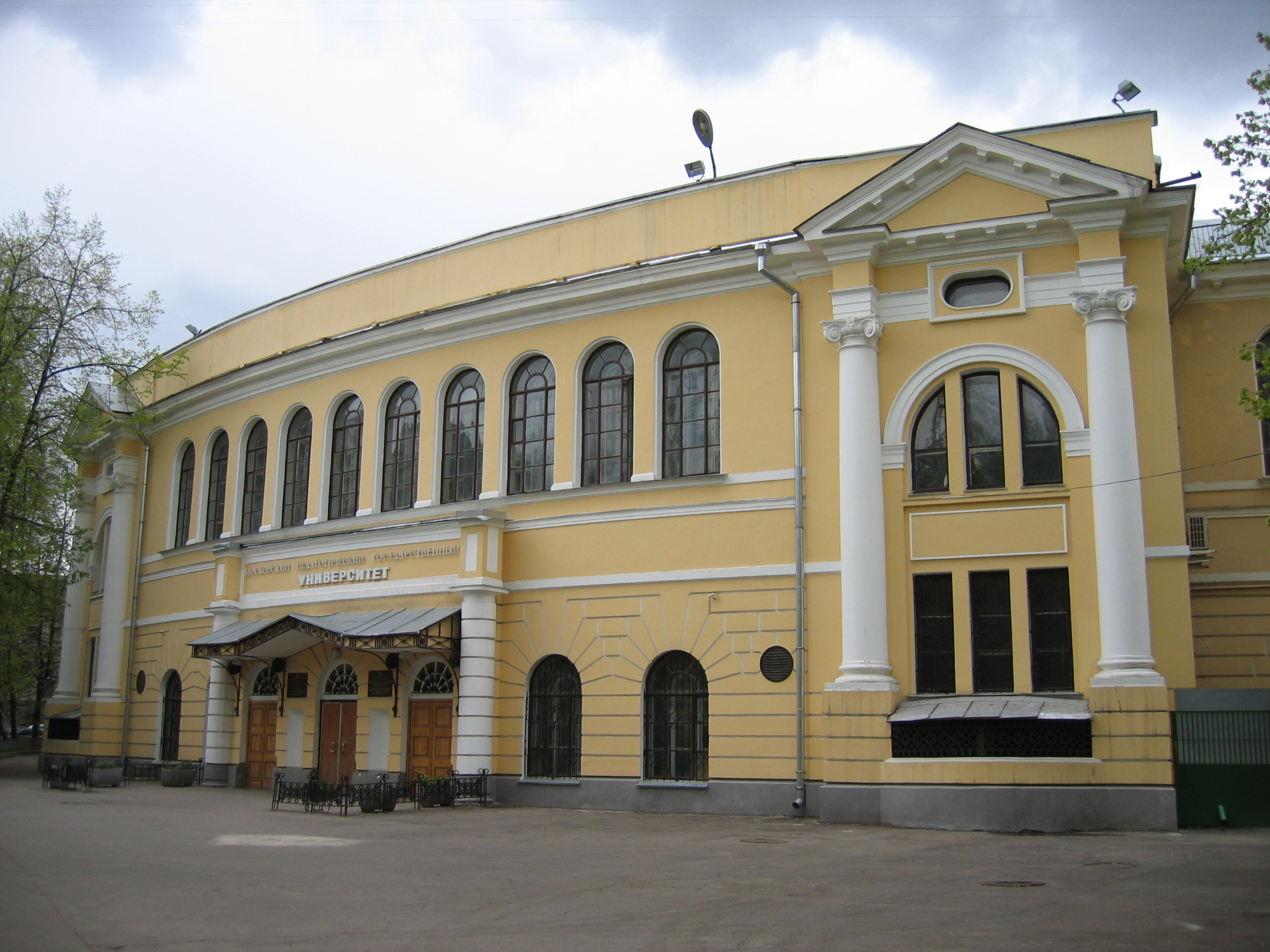
Eines der Gebäude der MPGU

Die Pädagogische Staatliche Universität Moskau (abgekürzt MPGU aus dem russischen: Московский педагогический государственный университет, МПГУ) ist eine pädagogische Hochschule in Moskau, die 1872 als Höhere Frauenschule gegründet wurde. Von 1918 bis 1930 hieß sie Zweite Moskauer Universität (die erste war die Lomonossow-Universität).
Die Pädagogische Staatliche Universität Moskau ist die älteste pädagogische Universität Russlands und belegte in einem Ranking des Bildungsministeriums im Jahr 2005 den ersten Platz unter den pädagogischen und linguistischen Universitäten. 2015 wurde sie mit der pädagogischen Fernuniversität Staatliche Scholochow-Universität für Geisteswissenschaften (gegründet 1951, Name seit 2006) Moskau fusioniert.
An der Universität sind über 15.000 Studenten an 18 Fakultäten und 104 Lehrstühlen eingeschrieben, darunter etwa 800 Ausländer und etwa 2000 Doktoranden. Zudem umfasst sie eine Bibliothek mit etwa 2 Mio. Büchern (Liste von Bibliotheken).

## Fakultäten
- Biochemie
- Chemie
- Geographie
- Fremdsprachen (Anglistik, Germanistik, Hispanistik, Galloromanistik)
- Geschichte
- Kunst und Grafik
- Mathematik
- Musik
- Unterstufenlehre
- Pädagogik und Psychologie
- Sonderpädagogik
- Vorschulpädagogik und -psychologie
- Slawische und westeuropäische Philologie
- Soziologie, Ökonomie und Rechtswissenschaften
- Sportwissenschaften
- Physik
- Philologie
- Technologie und Betriebswirtschaftslehre

## Standorte
Filialen der Universität finden sich in Nowosibirsk, Tscheljabinsk, Krasnodar und Brjansk.